# 一色さくら
一色 さくら（いっしき さくら、1985年2月26日 - ）は、日本のAV女優。身長:155cm、スリーサイズは、B84（Dカップ）・W55・H82。趣味は音楽鑑賞。

## 略歴
デビュー当時は1984年6月12日生まれ。大阪府出身。2008年3月16日に『現役●●モデル大量失禁デビュー』でマキシングよりAVデビュー。

## 作品

### アダルトビデオ
2008年
- 現役●●モデル大量失禁デビュー（3月16日、マキシング）[1]
- 弾丸男根FUCK（4月16日、マキシング）[1]
- 「女の口は嘘をつく。」 雌女ANTHOLOGY #057（5月2日、アウダースジャパン）[1]
- 癒らし。 VOL.48（6月6日、アウダースジャパン）[1]
- この潮吹きがスゴイ!（7月16日、マキシング）[1]
- 凌辱へのルーレット 桐島ひかり（11月7日、アタッカーズ）共演:桐島ひかり[1]
- 「彼女の口は嘘をつく。」6 雌女ANTHOLOGY special #023（12月19日、アウダースジャパン）[1]

2009年
- 楠木女学院 奴隷色のステージ 4（2月7日、アタッカーズ)共演:早乙女ルイ、夢咲ルシア[1]
- 「女子校生の口は嘘をつく。 4」 雌女ANTHOLOGY SPECIAL #025（2月20日、アウダースジャパン）他出演:星野あかり、羽田夕夏、麗花、高瀬七海、雪見紗弥、寧々、三浦亜沙妃
- 美少女コレクターMAXING2008 8時間&2枚組（2009年3月16日、マキシング）他多数出演[1]
- このナイスバディがスゴイ!（6月16日、マキシング）総集編[1]
- 奴隷色のステージ 秘密クラブ（7月7日、アタッカーズ）他多数出演[1]
- この顔射がスゴイ!（7月16日、マキシング）他出演:みひろ、葵ぶるま、大沢かな、吉沢明歩、かすみ果穂、冴嶋ゆき、間宮怜子、橋岡麻衣、紺野美奈子、広田さくら、糸矢めい、向坂美々、三浦亜沙妃、衣川由衣[1]
- 奴隷色のステージ 調教の日々（8月7日、アタッカーズ）他多数出演
- ドリルだよ!全員集合 掟破りのS級ド変態女優バージョン（9月1日、マキシング）他多数出演

2010年
- 「ウェイトレスの口は嘘をつく。」 雌女anthology special #031（8月6日、アウダースジャパン）他6名出演